# Virus Alfuy
Il  virus Alfuy (ALFV, dall'inglese Alfuy virus)  è un arbovirus della famiglia Flaviviridae, genere Flavivirus, appartiene al IV gruppo dei virus a ((+) ssRNA).
Il virus è classificato come un sottotipo del flavivirus Murray Valley encefalite virus (MVEV); anche se al contrario di questo non provoca alcuna malattia nell'uomo. 
Entrambi sono endemici in Australia e Papua Nuova Guinea.
Si è però evidenziato come esso abbia una divergenza significativa sia di tipo antigenica, genetica e fenotipica con il MVEV. Di conseguenza, i dati suggeriscono che l'ALFV è una specie distinta all'interno del sierogruppo del virus dell'encefalite giapponese (JEV).